# 横幕智裕
横幕 智裕（よこまく ともひろ、1970年10月1日 - ）は、日本の脚本家、漫画原作者、構成作家。北海道河東郡音更町出身。北海道帯広柏葉高等学校、横浜商科大学商学部貿易・観光学科卒業。日本シナリオ作家協会シナリオ講座研修科43期修了。
2008年にテレビドラマ『ドラマ 鉄道むすめ〜Girls be ambitious!〜』で脚本家としてデビュー。原作を担当する漫画『ラジエーションハウス』が『グランドジャンプ』（集英社）誌上において連載中（2020年5月現在）。

## 作品

### テレビドラマ
- ドラマ 鉄道むすめ〜Girls be ambitious!〜（2008年、tvk他）
- 自伝（2010年、WOWOW）
- 経済ドキュメンタリードラマ ルビコンの決断（2009年4月 - 2010年9月、テレビ東京）
- 明日をあきらめない…がれきの中の新聞社〜河北新報のいちばん長い日〜（2012年、テレビ東京）※東京ドラマアウォード2012単発ドラマ部門グランプリ・日本放送文化大賞グランプリ受賞[5]
- 殺しの女王蜂（2013年、テレビ東京）
- 池上彰のJAPANプロジェクト〜50年前のニッポン 未来のニッポン〜ドキュメンタリードラマ「死の海と闘う」（2014年、テレビ東京）
  - 池上彰のJAPANプロジェクト 紙つなげ〜再生・日本製紙石巻工場（2014年、テレビ東京）
- 乃木坂46 橋本奈々未の恋する文学 ─冬の旅─（2016年、UHB）
  - 乃木坂46 橋本奈々未の恋する文学 ─夏の旅─（2016年、UHB）※中国・アジア旅映画・テレビ映像祭 国際番組部門最優秀賞
- 男の操（2018年、NHK）
- オー・マイ・ジャンプ! 〜少年ジャンプが地球を救う〜（2018年、テレビ東京）
- 捜査会議はリビングで!（2018年、NHK）
- ラジエーションハウス〜放射線科の診断レポート〜 最終回（2019年、フジテレビ）
- ちょこっと京都に住んでみた。（2019年、テレビ大阪）※第57回ギャラクシー賞テレビ部門奨励賞・第8回ATP上方番組大賞グランプリ受賞[6]
- ネット興亡記（2020年、テレビ東京）
- 名建築で昼食を（2020年、テレビ大阪）※2021年日本民間放送連盟賞テレビ／ドラマ番組部門優秀賞受賞
  - 名建築で昼食を スペシャル横浜編（2021年、テレビ大阪）
- ＃居酒屋新幹線（2021年 - 2022年、MBS・TBS・チャンネル銀河）
- ザ・タクシー飯店（2022年、テレビ東京）
- À Table!〜歴史のレシピを作ってたべる〜（2023年、BS松竹東急）※第39回ATP賞 ドラマ部門 奨励賞
  - À Table!〜ノスタルジックな休日〜（2024年、BS松竹東急）
- 京都のお引越し（2024年、朝日放送テレビ）※東京ドラマアウォード2024 ローカルドラマ賞
- マニアさんと歩く関西 （2024年、NHK大阪放送局）

### 映画
- 静かなるドン 新章Part1 - 2（2009年） - 共同脚本
- リングサイド・ストーリー（2017年） - 共同脚本
- 桜色の風が咲く（2022年）

### 漫画原作
- 東京ドキュメント（2007年、集英社スーパージャンプ）
- ハナデカ!（2008年、集英社スーパージャンプ）
- Smoking Gun　民間科捜研調査員　流田縁（2012年 - 2014年、集英社グランドジャンプ） ※2014年フジテレビでドラマ化。
- ラジエーションハウス（2015年 - 、集英社グランドジャンプ）※2019年フジテレビでドラマ化、2022年劇場版。
- ゴールデンエッグ（2023年、集英社アプリ・ヤンジャン！）

### テレビ番組
- 女神のキセキ「夏目雅子の真実」（2010年、テレビ東京） - 構成
- 超再現!ミステリー（2012年、日本テレビ） - 構成
- 泣ける日本人（2012年、TBS） - 構成
- 137億年の物語（2013年4月 - 2014年9月、テレビ東京） - 構成
- 眠れぬ夜の恐ろしい話（2014年1月、テレビ朝日） - 構成
- 赤と黒のゲキジョー「淡路恵子　闘病195日」（2015年、フジテレビ） - 構成
- 鑑定人イシバシ〜交通事故ミステリー〜（2015年、テレビ朝日） - 構成
- 池上彰の憲法って何だろうSP（2015年、テレビ東京） - 構成
- 日曜夕方の池上ワールド（2017年、テレビ東京） - 構成
- 全国包囲網 ザ・鑑識!（「トリカブト殺人事件」「名古屋女子大生誘拐殺人事件」（2015年、TBS） - 構成
- 池上彰の報道特番（テレビ東京） - 構成
- 池上彰の現代史を歩く〜Walking through Modern History〜（テレビ東京） - 構成
- アイドル魂なだれ坂ロック!（BSテレ東） - 構成
- 名医のTHE太鼓判!（TBS） - 構成

## 関連作品
- 14才の母（2006年、日本テレビ）リサーチ
- ファースト・キス（2007年、フジテレビ） - リサーチ
- ヤスコとケンジ（2008年、日本テレビ） - 脚本協力
- 沈まぬ太陽（2009年） - プロット協力
- 大河ドラマ 花燃ゆ（2015年、NHK） - 脚本協力
- さよならドビュッシー（2016年、日本テレビ） - 脚本協力